# City of Death
A City of Death a Ki vagy, doki? sorozat 105. része, amit 1979. szeptember 29.-e és október 20.-a között adtak négy epizódban.
Ez a sorozat legnézettebb epizódja (16,1 millióan nézték), s egyesek szerint ez a sorozat legjobb része. Továbbá ez volt az első külföldön forgatott epizód.

## Történet
400 millió évvel ezelőtt egy Földről induló jagaroth űrhajó felrobban, és az egyetlen túlélő szétszóródik az időben tizenkét darabra, egyszerre több helyen lesz/van/volt a történelemben... Romana és a Doktor Párizsban töltik szabadnapjukat, ám két időtorzulást is észlelnek. Megismerkednek a műkincskereskedő Scarlioni gróffal, és a nyomában járó Duggan felügyelővel, aki szerint a gróf sok műkincsre tett szert rejtélyes módon. A gróf pincéjében tevékenykedő Kerenszkij professzor mégis milyen gépet épít? Miért van hattal több Mona Lisa, mint kellene?

## Epizódlista
| Epizódok sorszáma | Bemutató napja       | Hossza | Nézők száma (millió) |
| ----------------- | -------------------- | ------ | -------------------- |
| 1.                | 1979. szeptember 29. | 24:25  | 12,4                 |
| 2.                | 1979. októbert 6.    | 24:33  | 14,1                 |
| 3.                | 1979. októbert 13.   | 25:25  | 15,4                 |
| 4.                | 1979. októbert 20.   | 25:08  | 16,1                 |

### Fordítás
- Ez a szócikk részben vagy egészben  a   City_of_Death című angol Wikipédia-szócikk fordításán alapul.  Az eredeti cikk szerkesztőit annak laptörténete sorolja fel. Ez a jelzés csupán a megfogalmazás eredetét és a szerzői jogokat jelzi, nem szolgál a cikkben szereplő információk forrásmegjelöléseként.